# DeWitt, Arkansas
DeWitt är en ort i Arkansas County i delstaten Arkansas, USA.